# Ryan McTavish
Ryan McTavish ist ein US-amerikanisches Model und ehemaliger Schauspieler.

## Leben
McTavish startete als Fotomodel. Ab 1997 folgte eine erste Besetzung als Schauspieler in dem Spielfilm The Perfumer. 1999 war er in dem Musikvideo zum Lied Genie in a Bottle von Christina Aguilera zu sehen. Ab den 2000er Jahren folgten Episodenrollen in den US-amerikanischen Fernsehserien Shasta McNasty, Eine himmlische Familie, Nip/Tuck – Schönheit hat ihren Preis und Criminal Minds. 2005 übernahm er eine der männlichen Hauptrollen, Jerry Ryan, in dem Tierhorrorfilm Island of Beasts. 2013 war er in insgesamt acht Episoden der Fernsehserie Super Group Therapy in der Rolle des Flamer zu sehen.

## Filmografie
- 1997: The Perfumer
- 2000: Shasta McNasty (Fernsehserie, Episode 1x17)
- 2003: Eine himmlische Familie (7th Heaven) (Fernsehserie, Episode 7x12)
- 2004: The Wager
- 2004: Nip/Tuck – Schönheit hat ihren Preis (Nip/Tuck) (Fernsehserie, Episode 2x01)
- 2004: Hellbent
- 2005: Island of Beasts (Komodo vs. Cobra) (Fernsehfilm)
- 2008: Emilio
- 2008: Criminal Minds (Fernsehserie, Episode 4x11)
- 2013: Super Group Therapy (Fernsehserie, 8 Episoden)